# Nokia 7110
Nokia 7110 — мобільний телефон на базі Series S40, розроблений компанією Nokia. Телефон був анонсовано 23 лютого 1999 року, та представлено публіці у жовтні 1999 року.

## Особливості
Телефон має «активний слайдер» (відкриття відповідає на дзвінок, а закриття — припиняє), а також Navi™ Roller (колесо маніпуляції) на яке можна натискати.
Nokia 7110 — перший телефон на платформі Series 40, а також перший телефон з підтримкою протоколу WAP.
Модель 7110 стала першим стільниковим телефоном, у якому було реалізовано метод предикативного введення тексту T9 для складання SMS.